# عدار (جنس)

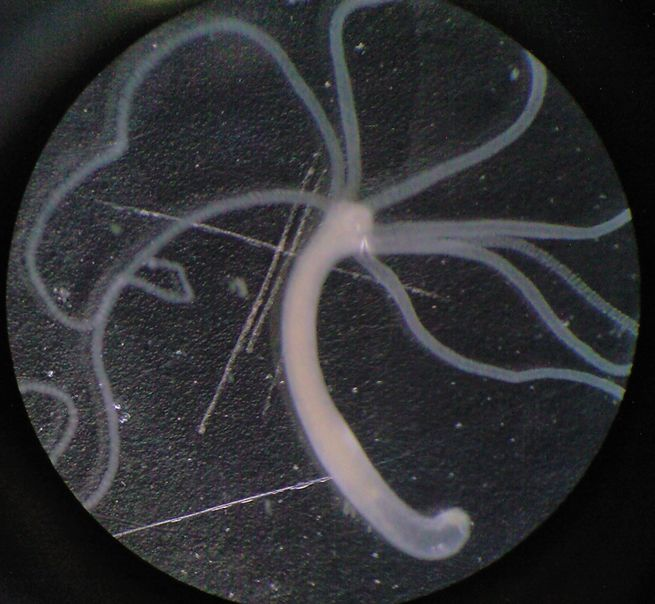
العُدار.

العُدار (مفردها عُدارة) أو الهِدرة أو (نقحرة: هيدرا) هي حيوان من أكثر الجوفمعويات شيوعاً ويكثر في مياه البرك العذبة، ويمثل حيوان العُدار نموذجاً بسيطاً لتركيب الحيوان الجوفمعوي أسطواني الجسم. يبلغ طوله 2-20 مم ويلتصق بالأعشاب المائية وله 9 رؤوس، يلتصق بالأحجار بواسطة مادة لزجة تفرزها قاعدة الحيوان القرصية، وتوجد فتحة الفم على قمة ارتفاع يعرف بالمخروط الفموي Oral Cone ويحيط بفتحة الفم عدد من اللوامس الطويلة يتراوح عددها من 6-8 لوامس. يتركب جدار الجسم في حيوان العُدار من طبقتين هما الاكتودرم والإندودرم يوجد بينهما مادة جيلاتينية تعرف بالميزوجليا وتتكون طبقة الاكتودرم من أنواع الخلايا الآتية: ـ
خلايا طلائية عضلية ـ خلايا معوضة ـ خلايا حسية ـ خلايا عصبية ـ خلايا تناسلية – خلايا مخاطية ـ وخلايا لاسعة. أما الإندودرم فتتكون من خلايا غذائية عضلية.

## الأنواع
من أنواعه:
- عدار الماء العذب
- عدار أخضر

## العُدار في الأساطير
جاء في الأساطير الإغريقية القديمة أن حيوان العُدار كانت تعيش في المستنقعات بالقرب من مدينة تسمى ليرنا بالقرب من أرجوليس وكان لديها جسم ثعبان والعديد من الرؤوس اختلفت من نسخة إلى نسخة  ففي بعض نسخ الأسطورة كانت 5 رؤوس ووصلت في البعض الآخر لمائة رأس ولكن يمكنا أن نقول أنها عشرة رؤوس وإذا قطع لها رأس فإنها ينموا لها رأس آخر وفي بعض الروايات ينموا لها رأسان ولا يؤثر فيها سلاح مهما كان لأنها قادرة على معالجة نفسها وكانت قادرة على قتل أي رجل أو وحش وكانت تهاجم قطعان الغنم... إلخ، وجاء هرقل وقتلها بمساعدة أيولاس
و تقول الأسطورة أن لديها القدرة على التجدد إذ أنها - وفقاً للأسطورة - ينموا لها رأس جديد في كل مرة يقطع لها رأس ولها نفس الاسم ويعتقد بأن الذي اكتشف العُدار الحقيقة إنما سماها عُدار تيمناً بالأسطورة حيث لديهما القدرة على التجدد والعُدار الحقيقة لديها من 5 إلى سبعة لوامس (قرون) بينما الأسطورية لديها عدة رؤوس أيضاً.
و في أساطير العرب، العُدار دابة في اليمن لها شيء أعظم من رؤوس عدار اليونان.

## ظاهرة التجدد
ظاهرة التجدد كما وصفها العلماء المعاصرون، تشيع هذه الطريقة في كثير من النباتات وبعض الحيوانات كالأسفنج والعُدار وبعض الديدان كالمستورقات ونجم البحر والتي تمتلك القدرة على تجديد الأجزاء المفقودة منها عند تعرضها لحادث أو تمزق وفي بعض الحيوانات عندما يقطع الجسم إلى عدة أجزاء إن كلا منها ينمو إلى فرد كامل جديد ولكن هذه القدرة تقل بزيادة رقي الكائن حيث يقتصر في بعض القشريات والبرمائيات على تجديد واستعاضة الأجزاء المفقودة أما في الفقاريات العليا مثل الإنسان فإن هذه الخاصية تقتصر فقط على التئام الجروح وخاصة السطحية منها.
بعض مظاهر التجدد المثيرة:
- أولاً دودة المستورقات: وجد أن دودة المستورقات إذا قطعت لعدة أجزاء على مستوى عرضي أو لجزئين على مستوى طولي فإن كل جزء سينموا إلى فرد جديد.
- ثانياً العدارة: إذا قطعت لعدة أجزاء ينمو كل جزء إلى فرد مستقل.
- ثالثاً نجم البحر: إذا قطع أحد أذرع نجم البحر مع جزء من قرصه الوسطي يمكن لهذا الذراع أن ينمو إلى فرد جديد مستقل.